# Jean Meyer (philosophe)
Pour les articles homonymes, voir Jean Meyer et Meyer.
Jean Meyer, né le 14 juillet 1855 à Riken (Suisse) et mort le 13 avril 1931 à Béziers (France), était un philosophe, écrivain, métapsychiste et philanthrope suisse. Il fut l'une des figures les plus marquantes du spiritisme du début du XXe siècle.

## Biographie
Grand propriétaire terrien, il devient spirite après avoir lu les œuvres d'Allan Kardec et de Léon Denis, se consacrant, dès lors, à leur diffusion.
Entre 1916 et 1931, année de sa mort, il est propriétaire-directeur de La Revue spirite, périodique fondé par Allan Kardec. En 1917, en accord avec Léon Denis et Gabriel Delanne, il fonde dans sa résidence parisienne l'Union spirite française. En plus d'être membre de nombreuses instances scientifiques et spirites, toujours actives, tant en France qu'à l'étranger, il a été :
- vice-président de la fondation Jean Meyer, plus connue sous le nom de « Maison des Spirites », au n°8 rue Copernic, dans le 16e arrondissement de Paris ;
- membre de la Society for Metapsychic Studies et de l'Institut métapsychique international ;
- vice-président de la Fédération spirite internationale (FSI) ;
- vice-président du comité exécutif du « Congrès Spirite International de 1915 » par laquelle la FSI sera fondée.

Il se consacre à l'étude de l'aspect philosophique et scientifique de la doctrine spirite, s'occupant également de sa partie philanthropique, ayant soutenu financièrement plusieurs institutions d'assistance, dont l'orphelinat « Allan Kardec ». Il participe à la diffusion du spiritisme par l'intermédiaire des éditions Jean Meyer, et à la refondation d'institutions telles que l'Union spirite française.